# Deodato de Nevers
Deodato (Dié, Didier, Dieudonné, Déodat, Adéodat) de Nevers (d. 19 de junio de 679) fue obispo de Nevers desde 655.  Deodato vivió con Argobasto en el monasterio de Ebersheim, establecido por Childerico II, cerca de Sélestat, en el bosque de Hagenau.

## Biografía

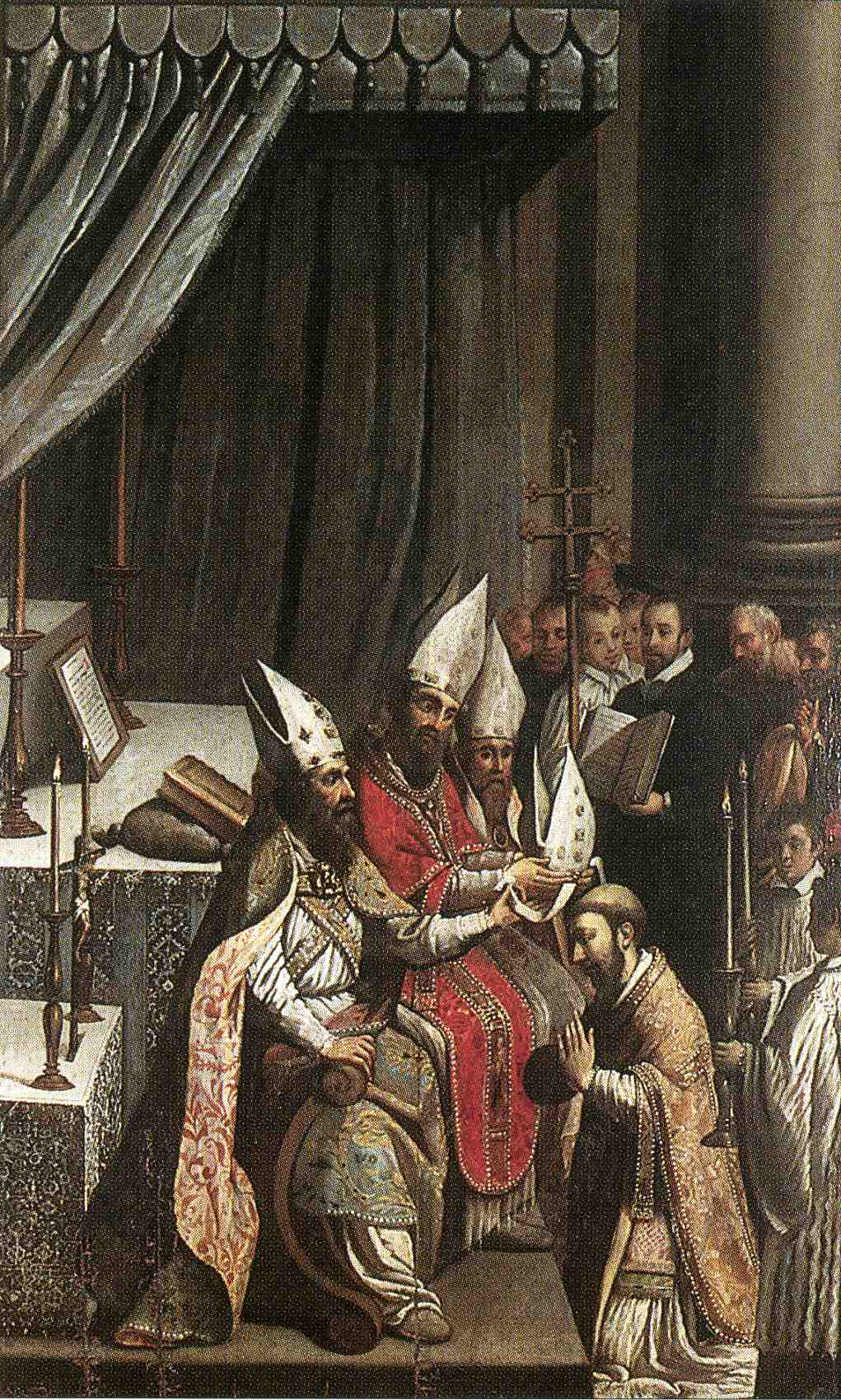
La Consagración de Deodato

Deodato inició la construcción del monasterio ded Juncturae (Jointures) en la presente ciudad de Saint-Dié justo después de su nombramiento como obispo de Nevers. Jointures siguió las normas de Columbano de Luxeuil (y posteriormente en la tradición benedicitina).  
El obispo bautizó al hijo de Santa Una, que también fue bautizado con el nombre de Deodato y que también sería venerado como santo, al convertirse en monje en Ebersheim. 
Después del 664, Deodato perdió la vista y se retiró al valle de "Galilaea" en los Vosgos, donde viviría como eremita en un cuarto. La tradición dice que moriría en los brazos de San Hidulfo, obispo de Treves.

## Veneración

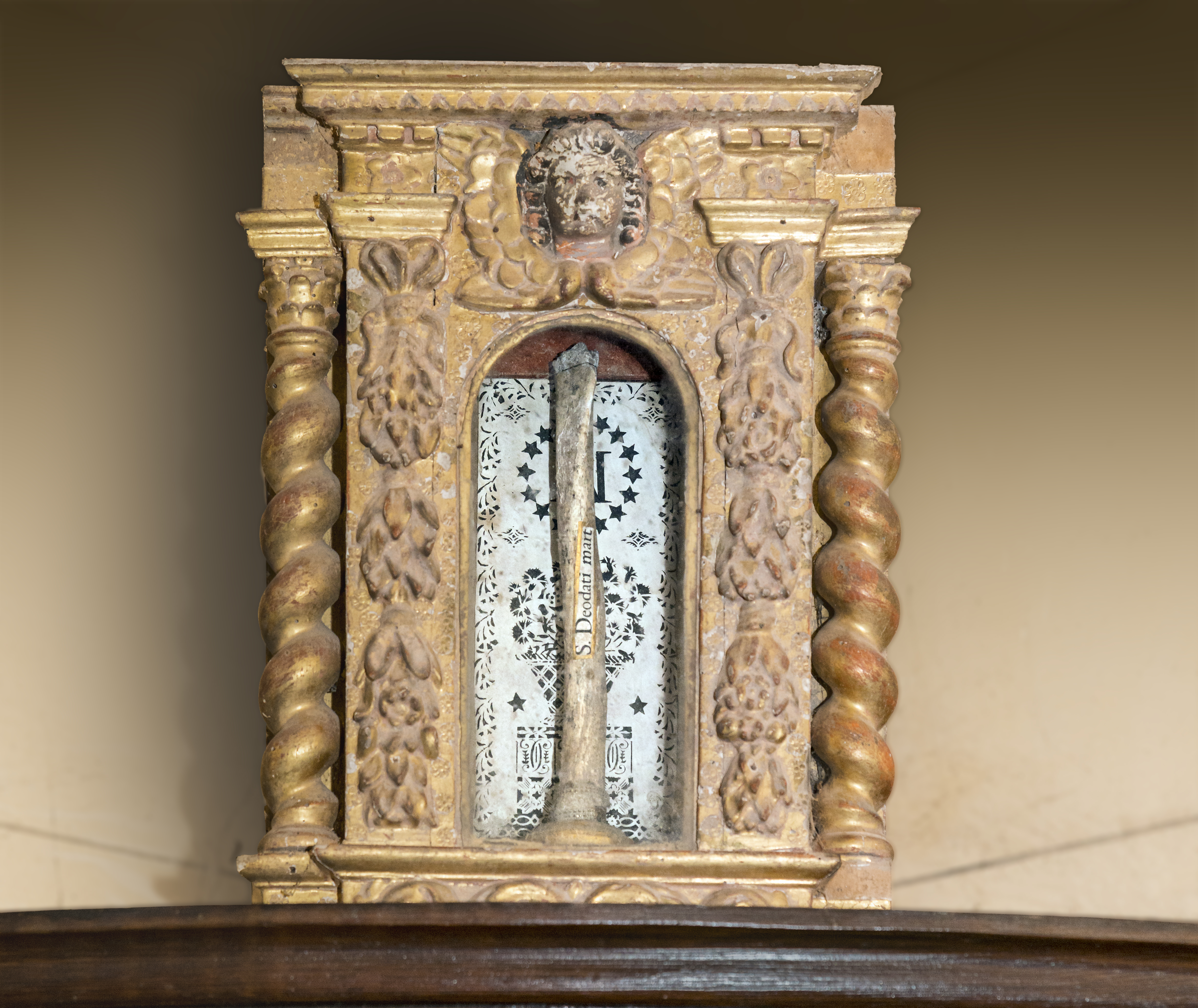
Relicario de Deodato de Nevers

La ciudad de Saint-Dié creció alrededor del monasterio de Jointures. De todas maneras, algunas fuentes conectan el nombre con un santo anterior Deodato de Blois (d. 525).